# Gabriela Maria Schmeide
Gabriela Maria Schmeide est une actrice allemande née le 10 juillet 1965 à Bautzen.

## Biographie
Lors de la 70e cérémonie du Deutscher Filmpreis en 2020, elle remporte le prix de la meilleure actrice dans un second rôle pour Benni (Systemsprenger),.

## Filmographie
- 2002 : Big Girls Don't Cry de Maria von Heland : Ingrid
- 2002 : Grill Point d'Andreas Dresen : Katrin
- 2002 : Mein erstes Wunder : Margot
- 2005 : Courant alternatif : Hanne
- 2005 : Heimatgeschichten
- 2005 : Im Schwitzkasten
- 2005 : Liebe Amelie
- 2006 : Die Abrechnung
- 2006 : Die Wolke : Tante Helga
- 2006 : Elbe : Angelika
- 2006 : Le Dernier Témoin (série télévisée)
- 2007 : Hiver 1945 ou En fuite (Die Flucht) de Kai Wessel
- 2007 : Mon rêve pour Noël (Die Weihnachtswette) de Christian von Castelberg : Bettina
- 2008 : Finnischer Tango : Ärztin (non créditée)
- 2008 : Guter Junge
- 2008 : Polizeiruf 110 (série télévisée)
- 2008 : Stella et l'étoile d'Orient (Stella und der Stern des Orients) d'Erna Schmidt : Stellas Mutter
- 2009 : Le Ruban blanc de Michael Haneke
- 2010 : Henri 4 : Marie de Médicis
- 2010 : Die Friseuse de Doris Dörrie : Kathi
- 2012 : Bis zum Horizont, dann links ! de Bernd Böhlich : Sybille Simon
- 2012 : Ruhm d'Isabel Kleefeld : Maria Rubinstein
- 2015 : Frau Müller muss weg ! de Sönke Wortmann : Frau Müller
- 2017 : In Zeiten des abnehmenden Lichts de Matti Geschonneck : Lisbeth
- 2018 : Am Ende ist man tot de Daniel Lommatzsch : Meggi
- 2019 : Hannes de Hans Steinbichler
- 2019 : Benni (Systemsprenger) de Nora Fingscheidt
- 2024 : In Liebe, Eure Hilde d'Andreas Dresen :

## Récompense
- Deutscher Filmpreis 2020 : meilleure actrice dans un second rôle pour Benni (Systemsprenger)